# Tippecanoe County
Tippecanoe County is een county in de Amerikaanse staat Indiana.
De county heeft een landoppervlakte van 1.294 km² en telt 148.955 inwoners (volkstelling 2000). De hoofdplaats is Lafayette.

## Geboren
- George Barr McCutcheon (1866-1928), schrijver

## Bevolkingsontwikkeling

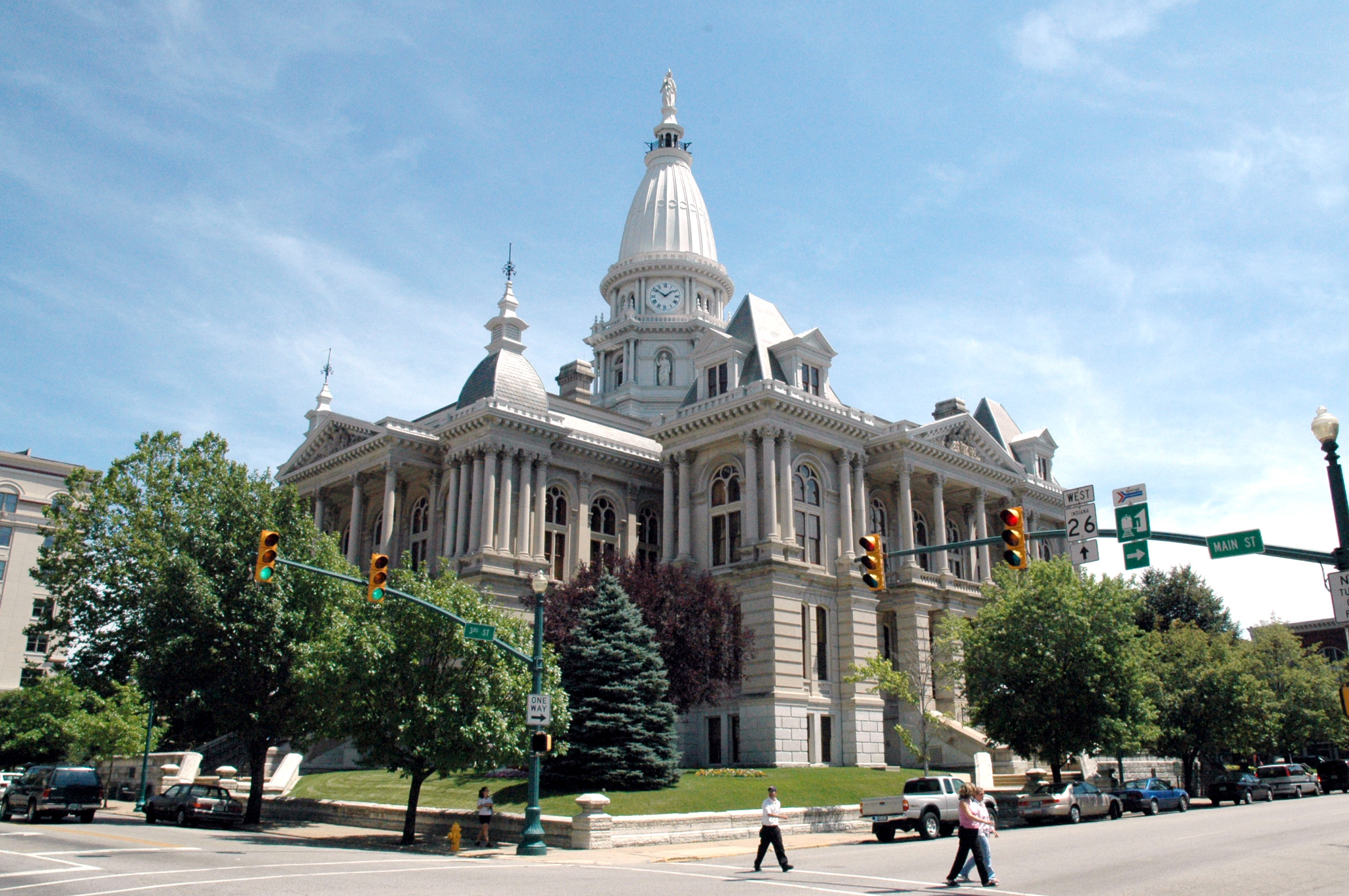
Tippecanoe County provinciehuis, Lafayette (Indiana)